# Dany Cardoen

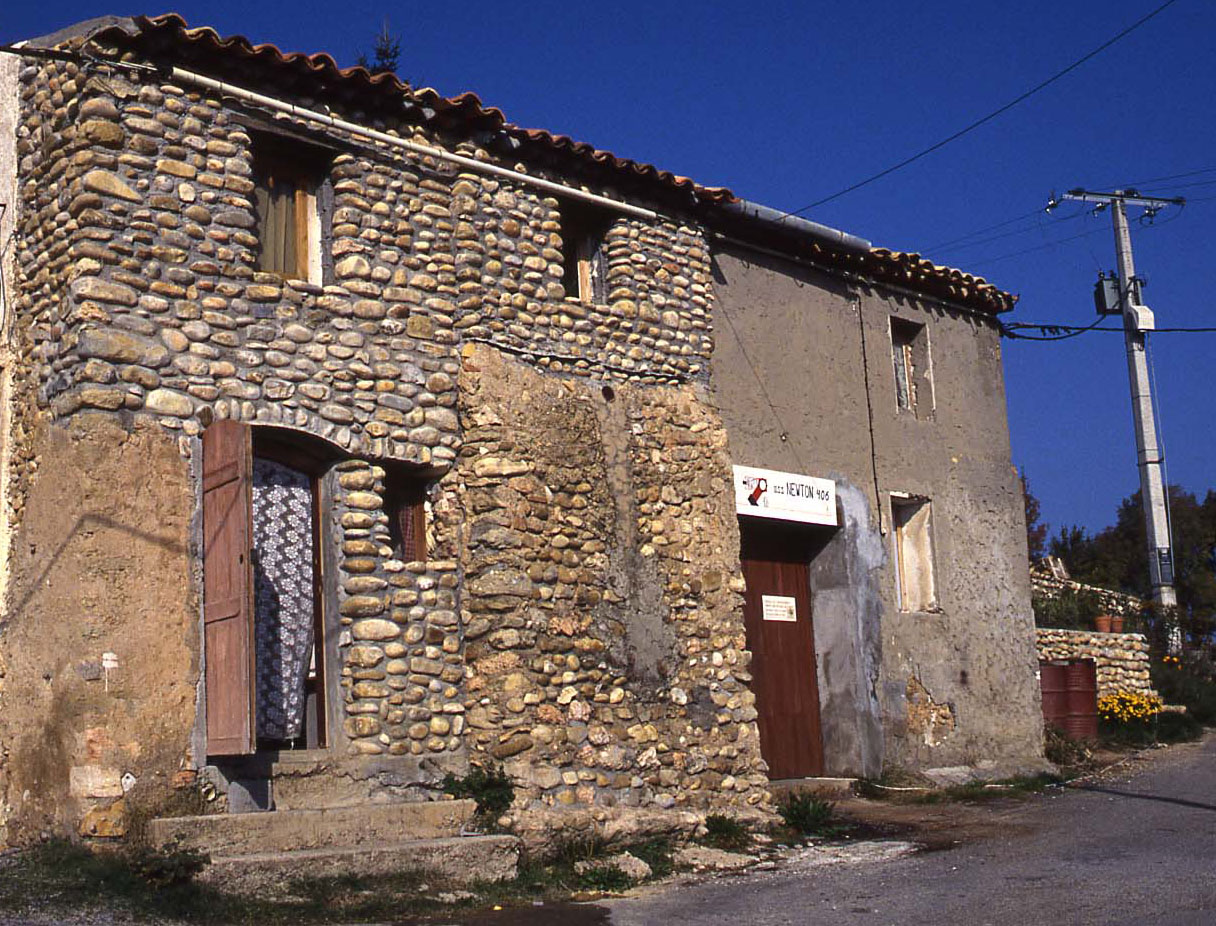
La Remise in de herfst van 1988 - let op het bordje boven de deur.

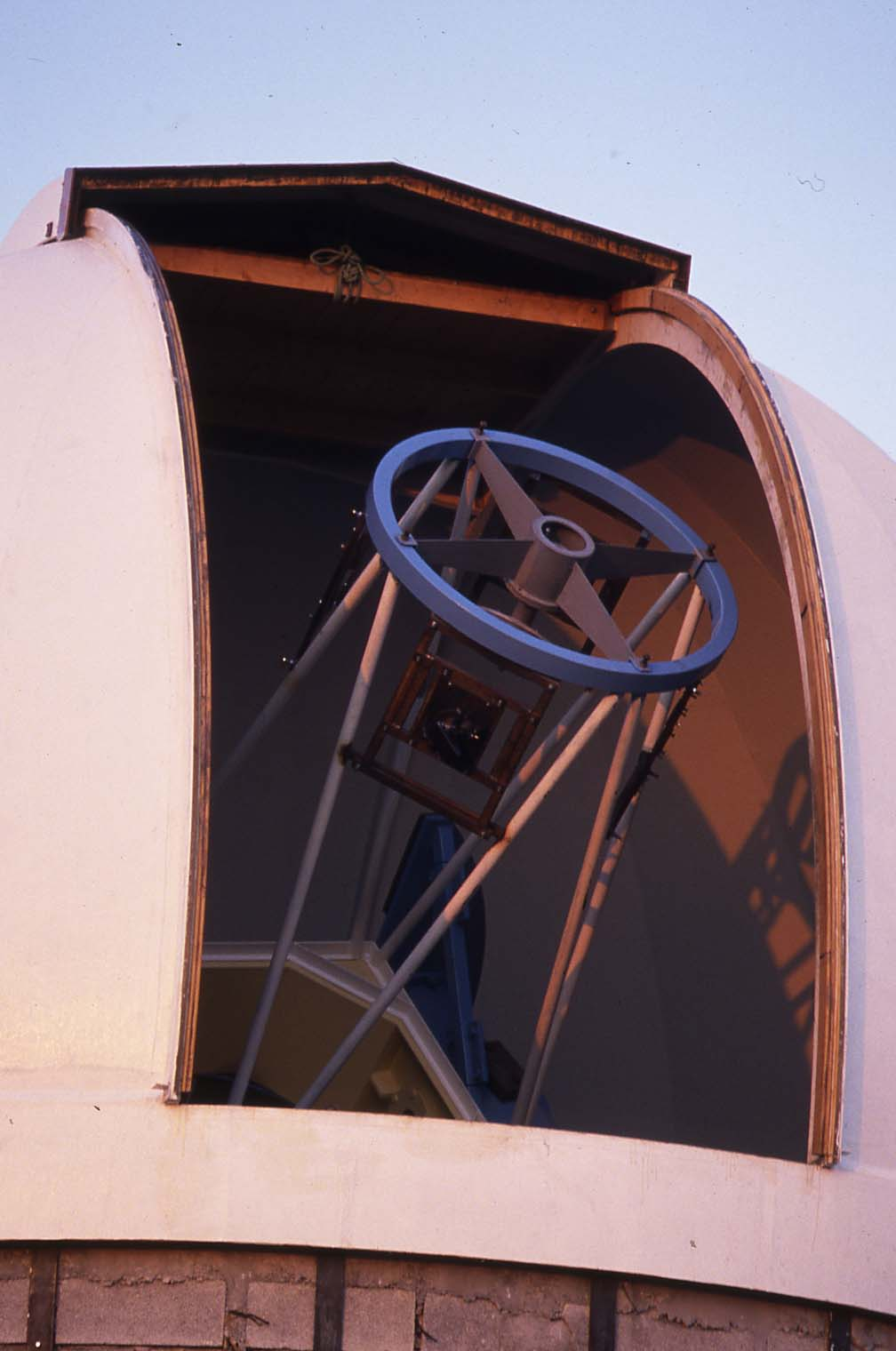
De 1006mm telescoop in 1988.

Dany Cardoen (9 maart 1949) is een Belgisch maker van telescopen en telescoopspiegels en -lenzen. Hij heeft in het Zuid-Franse plaatsje Puimichel een sterrenwacht voor amateursterrenkundigen gemaakt, compleet met mogelijkheid tot overnachting (die dan vaak overdag plaatsvond) in het pand "La Remise".
Hij heeft een aantal telescopen gebouwd die ter beschikking stonden van de bezoekers. Daaronder waren een 406mm, een 520mm, en een 1060mm Newton-telescoop.
Laatstgenoemde hoort bij de grootste amateurkijkers ter wereld. Bezoekers waren verplicht lid van de vereniging met de naam Association Newton 406 (genoemd naar de oudste van de drie genoemde kijkers). De bezoekers kwamen uit heel Europa. De 520mm telescoop is verkocht. Na een periode van verval is de sterrenwacht nu weer in gebruik.
Dany was gescheiden van Arlette Steenmans.